# Michel Simonin
Michel Simonin (* 1. Dezember 1947; † 16. November 2000 in Paris) war ein französischer Romanist und Literaturwissenschaftler.

## Leben und Werk
Simonin lehrte an der Universität Rennes 2 und an der Universität Paris XII. Er habilitierte sich dort 1985 bei Jean Céard mit der von V. L. Saulnier vergebenen Thèse François de Belleforest et l'"Histoire tragique" en France au XVIe siècle  (teilpubliziert u. d. T. Vivre de sa plume au XVIe siècle ou La carrière de François de Belleforest, Genf 1992) und wurde 1986 Professor am ‘Centre d’études supérieures de la Renaissance’ der Universität Tours. Er war Chefredakteur des Journal de la Renaissance.

## Weitere Werke

### Verfasser
- Pierre de Ronsard, Paris 1990
- Charles IX, Paris 1995

### Herausgeber
- (Hrsg.) Pierre Boaistuau, Le Théâtre du monde. 1558, Genf 1981
- (Hrsg.) Pierre Boaistuau, Bref discours de l'excellence et dignité de l'homme. 1558, Genf 1982
- (Hrsg.) Du Perron, Oraison funèbre sur la mort de Monsieur de Ronsard. 1586, Genf 1985
- (Hrsg. mit Gabriel-A. Pérouse) Bénigne Poissenot, L'Esté, Genf 1987
- (Hrsg. mit Yvonne Bellenger, Jean Céard und Daniel Ménager) Ronsard en son IVe centenaire. Actes du Colloque international Pierre de Ronsard Paris-Tours, septembre 1985, 2 Bde., Genf 1988-1989
- (Hrsg. mit Jean Cubelier de Beynac) Du Pô à la Garonne. Recherches sur les échanges culturels entre l'Italie et la France à la Renaissance. Actes du colloque international d'Agen, 26-28 septembre 1986, organisé par le Centre Matteo Bandello d'Agen, Agen 1990
- (Hrsg. mit François Moureau) Tabourot, seigneur des Accords. Un Bourguignon poète de la fin de la Renaissance, Paris 1990
- (Hrsg. mit Jean Céard und Daniel Ménager) Ronsard, Œuvres complètes, 2 Bde.,  Paris 1993-1994 (Bibliothèque de la Pléiade)
- (Hrsg. mit Jean Céard und Gérard Defaux) Rabelais, Les cinq livres, Paris 1994
- (Hrsg.)  Prosper Mérimée, La Vénus d'Ille suivi de La partie de trictrac Paris 1994
- (Hrsg.) Anatole France, Les autels de la peur, Paris 1994
- (Hrsg. mit Gérard Defaux) Clément Marot "prince des poëtes françois" 1496-1996. Actes du colloque international de Cahors-en-Quercy, 21-25 mai 1996, Paris 1997
- (Hrsg.) Ronsard, "Les amours de Cassandre". Etudes, Paris 1997
- (Hrsg.)  Rabelais pour le XXIe siècle. Actes du colloque du Centre d'études supérieures de la Renaissance, Chinon-Tours, 1994, Genf 1998
- (Hrsg. mit anderen) Sans autre guide. Mélanges de littérature française de la Renaissance offerts à Marcel Tetel, Paris 1999
- (Hrsg.) Georges Grente, Dictionnaire des lettres françaises. XVIe siècle. Nouvelle édition, Paris 2001 (La Pochothèque)
- (Hrsg. mit Jean Balsamo)  Abel L'Angelier et Françoise de Louvain (1574-1620), Genf 2002